# 劉盆子
劉 盆子（りゅう ぼんし、11年 - ?）は、新末後漢初に新朝に対して叛乱を起こした赤眉政権の皇帝。兄に劉恭・劉茂がいる。

## 生涯
式侯劉萌の末子。前漢の高祖の庶長子の斉王劉肥の次男の城陽景王劉章の末裔にあたる。前漢が王莽によって簒奪されると、父は庶民に落とされた（『漢書』王子侯表）。
天鳳5年（18年）、赤眉軍が泰山郡を襲った際に、劉盆子は2人の兄と共に赤眉軍に捕らわれた。その後、赤眉軍で牛の世話を仕事とし「牛吏」と呼ばれた。
更始3年（25年）、関中に侵攻した赤眉軍は、更始帝の兵を各所で破り、華陰（弘農郡）に至った。ここで従軍していた巫が神懸かりして劉氏宗族を天子に立てよと語ったので、更始帝に殺された方望の弟の方陽は軍の正統性を確保するためにも劉氏宗族に連なる者を擁立することを勧めた。樊崇ら赤眉軍諸将は協議して、信奉していた城陽景王に一番血筋が近い者3人から籤で選ぶことにした。年齢順で籤を引いた結果、最後に引いた15歳の劉盆子が当たり籤を得た。この時劉盆子はざんばら髪に裸足で破れた衣服という姿だったが、諸将が急に自分に平伏するのを見て驚き恐れて泣きそうになった。そのうえ兄から「その籤は皇帝の証だから大事にしろよ」と言われると気が動転し、籤を噛んでへし折り牧童頭のところに逃げ帰ったという。
同年6月、赤眉軍は劉盆子を皇帝に擁立し、建世元年と建元した。
同年9月、赤眉軍は、更始帝に反逆した張卬らの手引きにより、長安を攻め落とし、更始帝を降伏させて璽綬を入手し、その政権を滅ぼした。しかし樊崇らの支配は乱脈の限りで、長安やその周辺で略奪狼藉を繰り返した。劉盆子はどうすることもできず、ただ宮中で泣くのみだった。
建世2年（26年）の元日の宴会の場で、状況を見かねた長兄の劉恭が「劉盆子を庶人に戻して他に賢人を皇帝に立ててほしい」と訴えたが、赤眉軍諸将は「お前が口を出すべきことか」と取り合おうとしなかった。すると劉盆子は玉座から降りて皇帝の印綬を外しその場にひざまずくと、「今の我々は盗賊同然だ。皆から見放されている。私が皇帝の器でないのが悪いのだから、どうか他の賢聖を立てて私の一身を守らせてくれ。赤眉軍が敗れたら、諸君はどうせ私を殺して責任を取らせるつもりなのだろう。どうか私をかわいそうと思ってくれ」と泣きじゃくった。諸将もこれには困惑し「分かりました、もう好き勝手はしませんから」と口々になだめ、劉盆子を抱え上げて玉座に戻し印綬をかけた。しかし劉盆子はなおも泣き続けた。
春、赤眉軍は糧食が尽きた長安を捨てて西進するが、安定郡で隗囂と戦い、大雪に遭い多くの死傷者を出して、結果的に東に還ることとなった。
建世3年（27年）、樊崇らは光武帝の大司徒鄧禹率いる漢軍を各地で撃破しながら東進を続けたが、崤底（弘農郡黽池県）で馮異率いる漢軍に大敗した。樊崇ら主軍は南東の宜陽へ逃れたが、既に光武帝が宜陽を収めて、前途を塞いでいた。樊崇らは兵糧が潰えていたため戦わず、ついに指導者樊崇以下30人は武器を捨てて裸で降伏、洛陽に送られた。
光武帝は劉盆子を憐れんで多くの恩賜を与え、叔父の趙王劉良の郎中にとり立てた。その後、劉盆子は失明するが、不自由なく余生を送れるようにと光武帝から滎陽（現在の河南省滎陽市）に領地を与えられている。